# Juste pour rire (film)
Pour les articles homonymes, voir Juste pour rire (homonymie).
Pour plus de détails, voir Fiche technique et Distribution.
Juste pour rire (The Last Laugh) est un film américain réalisé par Greg Pritikin, sorti en 2019.

## Synopsis
Un ancien humoriste de stand-up retrouve du service 50 ans après avoir arrêté le métier et retrouve son manager de l'époque pour faire une dernière tournée.

## Fiche technique
- Titre : Juste pour rire
- Titre original : The Last Laugh
- Réalisation : Greg Pritikin
- Scénario : Greg Pritikin
- Musique : Jay Weigel
- Photographie : Steve Gainer (en)
- Montage : Michael Palmerio
- Production : Rob Paris
- Société de production : Netflix et Paris Film
- Pays :  États-Unis
- Genre : Comédie
- Durée : 98 minutes
- Dates de sortie : 
  - Netflix : 11 janvier 2019

## Distribution
- Chevy Chase : Al Hart
- Richard Dreyfuss : Buddy Green
- Andie MacDowell : Doris Lovejoy
- Kate Micucci : Jeannie
- Chris Parnell : Charlie Green
- George Wallace : Johnny Sunshine
- Lewis Black : Max Becker
- Richard Kind : Jimbo
- Ron Clark : Doc Ron
- Carol Sutton : Gayle Johnson
- Belinda D'Pree : Mary Anne

## Accueil
Le film a reçu un accueil défavorable de la critique. Il obtient un score moyen de 31 % sur Metacritic.